# ساده‌خوانی
ساده‌خوانی یا آواز اولیه (به لاتین: cantus planus) مجموعه‌ای از سرودهای مناجاتی کلیسایی است که با الحانی تقریباً یک‌نواخت و بدون موسیقی همراه خوانده می‌شود.
ضرباهنگ در ساده‌خوانی معمولاً آزادتر از ضرباهنگ وزن‌دار موسیقی‌های معمول غربی است. ساده‌خوانی نت‌نویسی ویژه خود را دارد و تعداد خطوط حامل در این نت‌نویسی به‌جای ۵ خط، ۴ خط است.

## تاریخ
ساده‌خوانی در سده‌های آغازین مسیحیت رایج شد و احتمالاً از موسیقی کنیسه های یهودی و بی‌گمان از دستگاه مقامی یونانی تأثیر پذیرفته‌است. و سیستم نماد گذاری خود را دارد.